# The Lancet

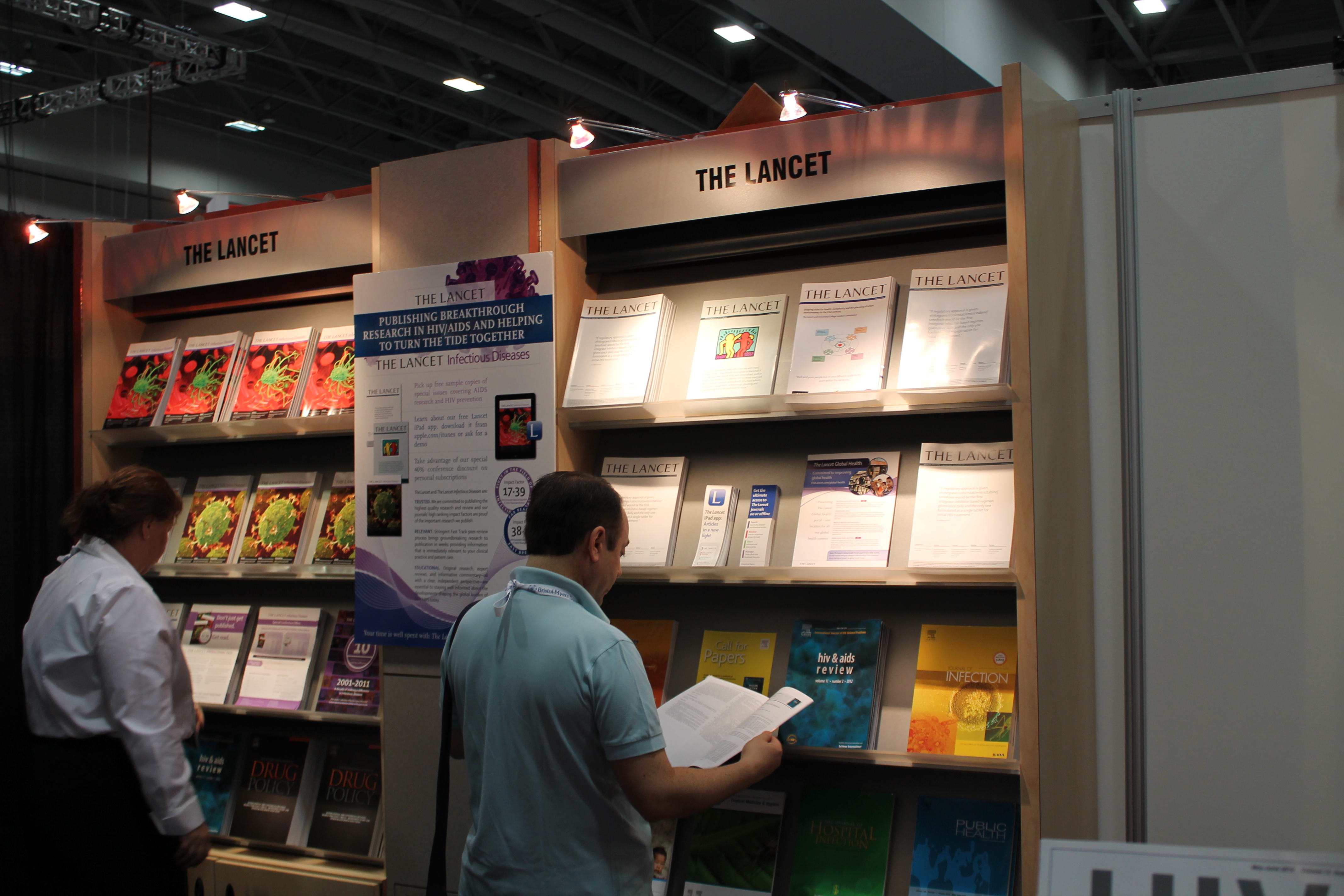
Puesto de exhibición de The Lancet en la XIX International AIDS Conference (2012).

The Lancet es una revista médica  británica, publicada semanalmente por The Lancet Publishing Group. Toma su nombre del instrumento quirúrgico llamado lanceta (bisturí o escalpelo). The Lancet ha sido propiedad de Elsevier desde 1991. En el momento de la última edición de este artículo, el redactor jefe de la revista era Richard Horton.

## Historia
The Lancet fue fundada en 1823 por el cirujano inglés Tomas Wakley, quien denominó a la revista en referencia a un instrumento quirúrgico (lanceta o escalpelo). Según la BBC, la revista fue considerada al principio como un medio radical debido a que su fundador se consideraba como un reformador. Los miembros de la familia Wakley se mantuvieron como editores hasta el año 1908. En 1921, The Lancet fue comprada por Hodder & Stoughton. Finalmente en 1991 la multinacional Elsevier adquirió los derechos de la revista de su anterior propietario.

### Teoría conspirativa del covid-19
La declaración de The  Lancet (también conocida como Calisher et al. 2020) es una publicación de 2020 que alega ser en apoyo de los científicos, empleados gubernamentales y profesionales médicos de la China durante el brote de covid-19 y que condena las teorías que sugieren que el virus no tiene un origen natural, a las que denominó "teorías conspirativas".
Publicada por The Lancet en febrero de 2020 y firmada por 27 científicos, la carta generó una gran controversia por los conflictos de intereses de sus autores y el efecto paralizante que tuvo sobre los científicos que proponían que se investigara la teoría de la fuga de laboratorio de covid-19.

## Especialidades médicas
The Lancet también publica más de veinte revistas especializadas, siendo las más importantes las siguientes:
- The Lancet Neurology (neurología),
- The Lancet Oncology (oncología),
- The Lancet Infectious Diseases (enfermedades infecciosas),
- The Lancet Respiratory Medicine (medicina respiratoria),
- The Lancet Psychiatry (psiquiatría),
- The Lancet Diabetes & Endocrinology (endocrinología),
- The Lancet Gastroenterology & Hepatology (gastroenterología).

Todas las revistas especializadas con el sello The Lancet publican investigaciones y artículos originales. Tres de ellas (The Lancet Neurology, The Lancet Oncology y The Lancet Infectious Diseases) se han ganado una sólida reputación cada una en su especialidad médica.
En los últimos años, The Lancet ha seguido abriendo líneas de producto especializadas:
- En 2013, The Lancet Global Health (salud global) se convirtió en la primera revista de acceso totalmente abierto del grupo.[11]
- En 2014, se lanzaron The Lancet Hematology (hematología) y The Lancet VIH (enfermedades infecciosas),[12][13] siendo ambos títulos de investigación publicados únicamente en línea.
- En 2017, The Lancet Child & Adolescent Health (pediatría).[14]
- En 2019, The Lancet Digital Health publicó su primer número (mayo).[15]

En 2007 también se lanzó un sitio web en línea para estudiantes llamado The Lancet Student.[cita requerida]
Desde julio de 2018, The Lancet viene publicando también como productos de acceso exclusivamente en línea dos revistas de acceso abierto (parte de The Lancet Discovery Science). Ambas están dedicadas a la evidencia temprana esencial:
- eBioMedicine (investigación traslacional) fue lanzada inicialmente en 2014 por la editorial matriz Elsevier que ha sido continuada desde 2015 con el apoyo de Cell Press y que finalmente en julio de 2018 se incorporó plenamente a la familia The Lancet.
- eClinicalMedicine (investigación clínica e investigación de salud pública), hermana de la anterior y que tuvo una historia de editorial similar.

## Lista de editores
La siguiente lista contiene el nombre de los editores en jefe que ha tenido la revista:
- 1823: Thomas Wakley
- 1862: James Wakley
- 1886: T. H. Wakley y Thomas Wakley Jr.
- 1907: Thomas Wakley Jr.
- 1909: Samuel Squire Sprigge
- 1937: Egbert Morland
- 1944: Theodore Fox
- 1965: Ian Douglas-Wilson
- 1976: Ian Munro
- 1988: Gordon Reeves
- 1990: Robin Fox
- 1995-presente: Richard Horton

## Métricas de revista
En el momento de la última edición de este artículo (2024), The Lancet ocupaba el segundo lugar en factor de impacto en la categoría de revistas especializadas en medicina.Por su lado, la Web of Science otorgaba en ese momento a la revista un factor de impacto de 98.4 (106.9 en el factor relativo a los cinco últimos años) ocupando el tercer lugar del ranking por detrás del CA Journal y de Nature Reviews Drug Discovery.También era la sexta revista en el ranking global de Google Scholar con un índice de impacto h5 de 369.
En lo que se refiere a las líneas dedicadas a especialidades, según el Journal Citation Reports de 2021, The Lancet Oncology tenía un factor de impacto de 54.43, The Lancet Neurology 59.94 y The Lancet Infectious Diseases 71.42.
La revista ocupa el 2º puesto en el apartado de Ciencias Médicas y de la Salud en Google Scholar

## Nota
1. ↑  Acrónimo proveniente del inglés coronavirus disease 2019.  La Fundéu señala que se puede lexicalizar el nombre en textos generales pasándolo a minúsculas como «covid-19» —no «Covid-19», con mayúscula inicial, pues se trata de un nombre común—, y prefiere el uso del femenino.[1]